# Karl Stotz

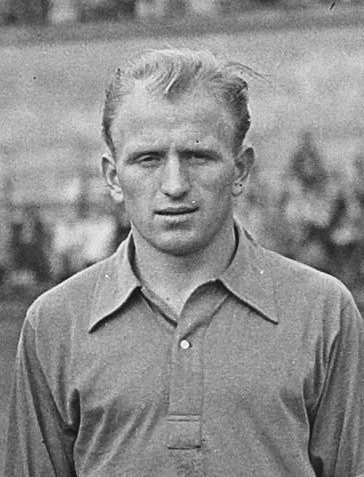
Karl Stotz em 1953

Karl Stotz (Viena, 27 de março de 1927 – Seefeld in Tirol, 4 de abril de 2017) foi um treinador e futebolista austríaco que atuava como defensor.

## Futebolista
O Austria Viena foi o único clube que defendeu.  Competiu na Copa do Mundo FIFA de 1954, sediada na Suíça, na qual a seleção de seu país terminou na terceira colocação dentre os dezesseis participantes.

## Treinador
Treinou o Austria Viena e a Seleção Austríaca, que qualificou-se a Copa do Mundo FIFA de 1982, porém ele seria demitido pouco antes da competição.